# Победнице светских првенстава у атлетици на отвореном — бацање копља
Дисциплина бацање копља у женској конкуренцији налази се програму светских првенстава у атлетици од 1. Светског првенства 1983. у Хелсинкију.
Највише успеха у појединачној конкуренцији имала је светска рекордерка Барбора Шпотакова (Чешка Репубика) са три златне и једном сребрном медаљом. У екипној конкуренцији убедљиво најбоље су  представнице Немачке са 13 освојених медаља од којих 3 златне, 4 сребрне и 6 бронзаних.
Победнице светских првенстава и њихови резултати приказани су у следећој табели. Резултати освајачица медаља су дати у метрима.
| Светско првенство       |                                        |           |                                         |           |                                     |       |
| Хелсинки 1983. детаљи   | Тина Лилак · Финска                    | 70,82     | Фатима Вајтбред · Уједињено Краљевство  | 69,14     | Ана Верули · Грчка                  | 65,72 |
| Рим 1987. детаљи        | Фатима Вајтбред · Уједињено Краљевство | 76,64 РСП | Петра Фелке · Источна Немачка           | 71,76     | Беате Петерс · Западна Немачка      | 68,82 |
| Токио 1991. детаљи      | Сју Демеј · Кина                       | 68,78     | Петра Мајер · Немачка                   | 68,68     | Зилке Ренк · Немачка                | 66,80 |
| Штутгарт 1993. детаљи   | Трине Хатестад · Норвешка              | 69,18     | Карен Форкел · Немачка                  | 65,80     | Наталија Шиколенко · Белорусија     | 65,64 |
| Гетеборг 1995. детаљи   | Наталија Шиколенко · Белорусија        | 67,56     | Фелиција Тилеа · Румунија               | 65,22     | Микаела Ингберг · Финска            | 65,16 |
| Атина 1997. детаљи      | Трине Хатестад · Норвешка              | 68,78     | Џоана Стоун · Аустралија                | 68,64     | Тања Дамаске · Немачка              | 67,12 |
| Севиља 1999. детаљи     | Мирела Мањани · Грчка                  | 67.09     | Татјана Шиколенко Русија                | 66,37     | Трине Хатестад · Норвешка           | 66,06 |
| Едмонтон 2001. детаљи   | Ослеидис Менендез Куба                 | 69,53 РСП | Мирела Мањани · Грчка                   | 65,78     | Соња Бисет Куба                     | 64,69 |
| Париз 2003. детаљи      | Мирела Мањани · Грчка                  | 66,52     | Татјана Шиколенко Русија                | 63,28     | Штефи Неријус Немачка               | 62,70 |
| Хелсинки 2005. детаљи   | Ослеидис Менендез · Куба               | 71,70 СР  | Кристина Обергфел · Немачка             | 70,03 ЕР  | Штефи Неријус Немачка               | 65,96 |
| Осака 2007. детаљи      | Барбора Шпотакова Чешка                | 67,07     | Кристина Обергфел Немачка               | 66,46     | Штефи Неријус Немачка               | 64,42 |
| Берлин 2009. детаљи     | Штефи Неријус Немачка                  | 67,30     | Барбора Шпотакова Чешка                 | 66,42     | Марија Абакумова Русија             | 66,06 |
| Тегу 2011. детаљи       | Барбора Шпотакова * Чешка              | 71,58     | Сунет Вилјун · Јужна Африка             | 68,38 АФР | Кристина Обергфел Немачка           | 65,24 |
| Москва 2013. детаљи     | Кристина Обергфел Немачка              | 69,05 ЛРС | Кимберли Микл · Аустралија              | 66,60     | Марија Абакумова Русија             | 65,09 |
| Пекинг 2015. детаљи     | Катарина Молитор Немачка               | 67,69     | Лу Хуејхуеј Кина                        | 66,13 АЗР | Сунет Вилјун Јужноафричка Република | 65,79 |
| Лондон 2017. детаљи     | Барбора Шпотакова · Чешка              | 66,76     | Ли Лингвеј · Кина                       | 66,25     | Лу Хуејхуеј · Кина                  | 65,26 |
| Доха 2019. детаљи       | Келси-Ли Барбер · Аустралија           | 66,56     | Лиу Шијинг · Кина                       | 65,88     | Лу Хуејхуеј · Кина                  | 65,49 |
| Јуџин 2022. детаљи      | Келси-Ли Барбер · Аустралија           | 66,91     | Кара Вингер · Сједињене Америчке Државе | 64,05     | Харука Китагучи · Јапан             | 63,27 |
| Будимпешта 2023. детаљи | Харука Китагучи · Јапан                | 66,73     | Флор Луиз · Колумбија                   | 65,47     | Мекензи Литл · Аустралија           | 63,38 |
| Токио 2025.             |                                        |           |                                         |           |                                     |       |

### Напомена
*Након позитивног налаза на тестирању на допинг Марија Абакумова је дисквалификована и одузета јој је златна медаља коју је првобитно освојила у финалу бацања копља на Светском првенству у Даегуу 2011.

## Биланс медаља у бацању копља
Стање после СП 2023.
|     | Земља                |    |    |    |    |
| --- | -------------------- | -- | -- | -- | -- |
| 1.  | Немачка              | 3  | 4  | 6  | 13 |
| 2.  | Аустралија           | 2  | 2  | 1  | 5  |
| 3.  | Чешка                | 3  | 1  | 0  | 4  |
| 4.  | Грчка                | 2  | 1  | 1  | 4  |
| 5.  | Куба                 | 2  | 0  | 1  | 3  |
| 5.  | Норвешка             | 2  | 0  | 1  | 3  |
| 7.  | Кина                 | 1  | 3  | 2  | 6  |
| 8.  | Уједињено Краљевство | 1  | 1  | 0  | 2  |
| 9.  | Белорусија           | 1  | 0  | 1  | 2  |
| 9.  | Јапан                | 1  | 0  | 1  | 2  |
| 9.  | Финска               | 1  | 0  | 1  | 2  |
| 12. | Русија               | 0  | 2  | 2  | 5  |
| 13. | Јужна Африка         | 0  | 1  | 1  | 2  |
| 14. | Источна Немачка      | 0  | 1  | 0  | 1  |
| 14. | Румунија             | 0  | 1  | 0  | 1  |
| 14. | Сједињене Државе     | 0  | 1  | 0  | 1  |
| 14. | Колумбија            | 0  | 1  | 0  | 1  |
| 18. | Западна Немачка      | 0  | 0  | 1  | 1  |
|     | Укупно 18 земаља     | 19 | 19 | 19 | 57 |